# ريو تاكاياسو
ريو تاكاياسو (مواليد 19 يوليو 1981) هو سبّاح ياباني، مثّل بلاده في الألعاب الآسيوية 2006.

## روابط خارجية
ريو تاكاياسو على موقع الاتحاد الدولي للسباحة (الإنجليزية)
- ريو تاكاياسو على موقع SwimRankings.net (الإنجليزية)